# Societat de responsabilitat limitada
Societat de responsabilitat limitada (SRL), anomenada també Societat limitada (SL), és un tipus d'empresa mercantil en la qual el capital està dividit en quotes socials de diferent valor, amb títols innegociables ni denominables participacions i en la qual la responsabilitat dels socis se circumscriu exclusivament al capital aportat per cadascun.
En la raó social d'aquest tipus de societat ha quedar clar que la societat és de responsabilitat limitada. Si s'omet aquesta circumstància, els socis responen solidàriament de les obligacions de la societat. Les resolucions en la societat les adopten els socis. Aquests individus són els creadors d'aquest tipus de societat. El contracte haurà d'establir de quina forma s'adoptaran aquestes decisions. El procediment habitual és que les decisions siguin adoptades en la Reunió de Socis. Quan la decisió tingui a veure amb la modificació del contracte social, si algun dels socis té la majoria necessària per a prendre per si només la decisió, que varia segons si el contracte ho ha previst (més de la meitat del capital social) o no (tres quartes parts del capital social), la llei exigeix el vot d'un altre soci en el mateix sentit.
Malgrat la similitud entre la Societat anònima i la Societat Limitada (capital dividit en accions o participacions, responsabilitat dels accionistes/socis al capital aportat) la major diferència radica en la personalitat dels socis de la Societat Limitada. És a dir, tot i que ambdues figures jurídiques es denominen societats capitalistes (on allò que importa és el capital aportat), la societat limitada es distingeix de l'anònima perquè, a més de ser capitalista, també té un toc personalista, això és, no només li importa el capital aportat, sinó també les persones que posen el capital. Per això, quan un soci vulgui desprendre's de les seves participacions, els altres socis tendran dret preferent a adquirir-les, ja que, donat aquest caràcter un poc més personalista, la societat limitada protegeix els socis enfront d'entrades de nous socis no desitjats.
Per aquest motiu, per a tenir un control més detallat dels socis que componen la societat, la gran majoria de societats que es funden són societats limitades.

## Denominació a altres països
- A Alemanya i Suïssa: Gesellschaft mit beschränkter Haftung (GmbH)
- A Àustria: Gesellschaft mit beschränkter Haftung (Ges.mbH)
- A Bèlgica: Besloten vennootschap met beperkte aansprakelijkheid (BVBA) (neerlandès) o Société privée à responsabilité limitée (SPRL)(francès)
- A Dinamarca: Anpartsselskab (ApS)
- Als Estats Units: Limited liability company (LLC)
- A França i Luxemburg: ")Société à Responsabilité Limitée (SARL)
- A Itàlia: Società a responsabilità limitata (S.r.l.)
- A Lituània: Uždaroji akcinė bendrovė (UAB)
- Als Països Baixos: Besloten vennootschap (BV)
- A Polònia: Spółka z ograniczoną odpowiedzialnością (Sp. z o.o.)
- Al Regne Unit i a Irlanda: Limited company (Ltd.)
- A Ucraïna: Товариство з обмеженою відповідальністю (ТОВ) (transcrit: Tovarystvo z obméjenoiu vidpovidàlnistiu o TOV

## Regulació per països
- Espanya: Llei 2/95 de Societats de Responsabilitat Limitada, de 23 de març del 1995
- Argentina: Ley Nº 19.550, sobre Sociedades Comerciales, publicada al Boletín Oficial Nº 22409 el 25 d'abril de 1972.
- Xile: Ley N° 3.918, sobre Sociedades de responsabilidad limitada, publicada al Diario Oficial el 14 de març de 1923.
- Mèxic: Ley General de Sociedades Mercantiles, publicada al Diario Oficial de la Federación el 4 d'agost de 1934.